# Campeonato Sudamericano Juvenil M18 de Rugby
El Campeonato Sudamericano Juvenil M18, oficialmente conocido como Torneo Sudamericano M18 Challenge, es una competencia anual de rugby de varones menores de 18 años desde 2018. 
Es organizada por Sudamérica Rugby.
El formato en que se disputa el torneo es el de todos contra todos, a suma de puntos y de tiempo reducido (2 tiempos de 20 minutos).

## Equipos participantes

### Edición 2025
- Selección juvenil de rugby de Argentina (Pumitas M18) (Equipo 1 y 2)
- Selección juvenil de rugby de Chile (Cóndores M18)
- Selección juvenil de rugby de Uruguay (Teritos M18)

## Campeonatos
| Edición | Año  | Sede        | Campeón           | 2º puesto        | 3º puesto   | 4º puesto | 5º puesto | 6º puesto | 7º puesto |
| ------- | ---- | ----------- | ----------------- | ---------------- | ----------- | --------- | --------- | --------- | --------- |
| I       | 2018 | Asunción    | Argentina         | Uruguay          | Chile       | Paraguay  | Brasil    |           |           |
| II      | 2019 | Montevideo  | Argentina         | Uruguay          | Chile       | Brasil    | Paraguay  |           |           |
| III     | 2019 | Asunción    | Argentina         | Chile            | Uruguay     | Paraguay  |           |           |           |
| IV      | 2023 | Río Segundo | Argentina Celeste | Argentina Blanco | Uruguay     | Chile     |           |           |           |
| V       | 2024 | Río Segundo | Argentina 2       | Uruguay          | Argentina 1 | Chile     | Paraguay  | Brasil    | Colombia  |
| VI      | 2025 | La Rioja    | Argentina 2       | Argentina 1      | Chile       | Uruguay   |           |           |           |

## Posiciones
- Número de veces que las selecciones ocuparon cada posición en todas las ediciones.

| Equipo    | Campeón | 2º puesto | 3º puesto | 4º puesto | 5º puesto | 6º puesto | 7º puesto |
| --------- | ------- | --------- | --------- | --------- | --------- | --------- | --------- |
| Argentina | 6       | 2         | 1         |           |           |           |           |
| Uruguay   |         | 3         | 2         | 1         |           |           |           |
| Chile     |         | 1         | 3         | 2         |           |           |           |
| Paraguay  |         |           |           | 2         | 2         |           |           |
| Brasil    |         |           |           | 1         | 1         | 1         |           |
| Colombia  |         |           |           |           |           |           | 1         |